# Rhiannon Roberts
Rhiannon Roberts (Chester, 30 augustus 1990) is een voetbalspeelster uit Wales. Ze speelt als verdediger voor Real Betis in de Primera División.

## Clubcarrière
In het seizoen 2008/09 maakte Roberts de overstap van het eerste elftal van Blackburn Rovers. In april 2009 maakte ze haar eerste doelpunt voor Blackburn in de Super League tegen Birmingham City.
Roberts tekende in juli 2013 een vijftien maanden durend contract bij Doncaster Rovers Belles.
Na vijf seizoen voor de Belles te hebben gespeeld, maakte Roberts in juli 2018 een transfer naar Liverpool. In mei 2021 verlengde ze haar contract en in het daaropvolgende seizoen werd ze kampioen van de Championship, waardoor promotie naar de Super League een feit was.
In juni 2023 ging Roberts haar eerste dienstverband buiten haar geboorteland aan door een contract te tekenen bij het Spaanse Real Betis.

## Statistieken
| Seizoen | Club                    | Land     | Competitie                  | Wedstrijden | Doelpunten |
| ------- | ----------------------- | -------- | --------------------------- | ----------- | ---------- |
| 2016    | Doncaster Rovers Belles | Engeland | Super League / Championship | 1           | 0          |
| 2017/18 | Doncaster Rovers Belles | Engeland | Super League / Championship | 3           | 3          |
| 2018/19 | Liverpool               | Engeland | Super League / Championship | 1           | 0          |
| 2019/20 | Liverpool               | Engeland | Super League / Championship | 12          | 0          |
| 2021/22 | Liverpool               | Engeland | Super League / Championship | 1           | 0          |
| 2022/23 | Liverpool               | Engeland | Super League / Championship | 19          | 0          |
| 2023/24 | Real Betis              | Spanje   | Primera División            | 25          | 2          |
| 2024/25 | Real Betis              | Spanje   | Primera División            | 24          | 1          |
| Totaal  | Totaal                  | Totaal   | Totaal                      | 86          | 8          |

Laatste update: 11 juni 2025

## Interlandcarrière
In augustus 2025 werd Roberts als speelster van Doncaster Rovers Belles door bondscoach Jayne Ludlow geselecteerd voor een trainingskamp met de Welshe nationale ploeg. Ze werd vervolgens opgeroepen voor een kwalificatiewedstrijd tegen Oostenrijk voor het EK 2017. Roberts maakte in deze met 3-0 verloren wedstrijd in Sankt Pölten haar debuut als international voor Wales.